# Вълко Пелтешки
Вълко Цанов Пелтешки (Найден) е български партизанин.

## Биография
Вълко Пелтешки е роден на 9 май 1914 г. в с. Радювене, Ловешко. Остава сирак след гибелта на баща му в Първата световна война. Основно образование завършва в родното си село.
Прекъсва ученето и е земеделски стопанин. Член на РМС от 1930 г. Допълва доходите си с разпространение на левите вестници „Ехо“, „Поглед“ и „Жупел“.
Участва в Съпротивителното движение по време на Втората световна война. Ятак на Народна бойна дружина „Чавдар“. След получаване на повиквателна заповед от армията преминава в нелегалност и е партизанин в Партизански отряд „Христо Кърпачев“ (1943). Участва в редица бойни акции на отряда. По време на зимната правителствена офанзива през януари 1944 г. загива в боевете при местността „Бялка“ край село Радювене.